# All-Ireland Senior Hurling Championship 1922
L'All-Ireland Senior Football Championship 1922 fu l'edizione numero 36 del principale torneo di hurling irlandese. Kilkenny batté in finale Tipperary, ottenendo l'ottavo titolo della sua storia.

## Formato
Si tennero solo i campionati provinciali di Leinster e Munster, i cui vincitori avrebbero avuto accesso diretto all'All-Ireland, dove la vincitrice del torneo del Munster avrebbe sfidato Galway.

## Torneo
All-Ireland Senior Hurling Championship
| 26 agosto 1923 Semifinale | Tipperary | 3-2 – 1-3 | Galway | Galway |

| Dublino 9 settembre 1923 Finale | Kilkenny          | 4-2 – 2-6 | Tipperary | Croke Park (26 119 spett.)\| Arbitro: \| P. Dunphy (Laois) \| |
| Arbitro:                        | P. Dunphy (Laois) |           |           |                                                               |